# Karel Sedláček (novinář)
Karel Sedláček (* 28. května 1941 Praha) je český rozhlasový hlasatel a redaktor, novinář, spisovatel, publicista a popularizátor vědy a techniky.

## Životopis

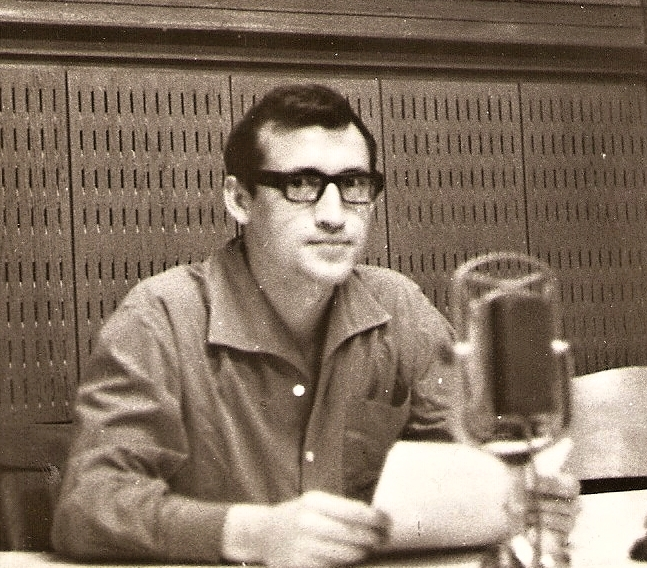

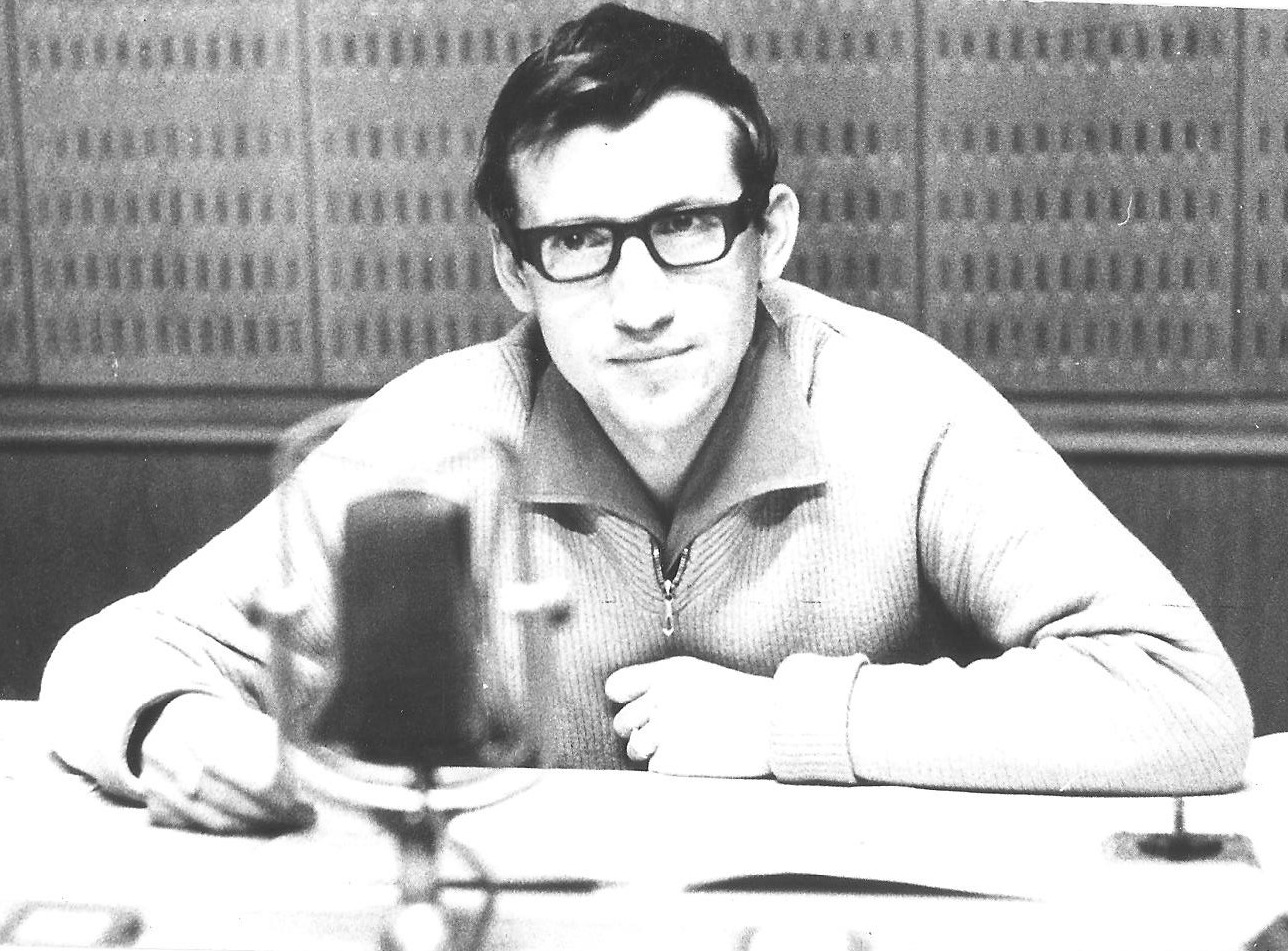

Od dětství byl fascinován rozhlasem jako specifickým mediálním prostředkem. Spolupracoval s vysíláním pro děti a později účinkoval v rozhlasovém hereckém sboru.
Byl členem významného amatérského divadelního souboru Máj v Praze, který byl několikrát vítězem celostátní přehlídky Jiráskův Hronov. V souboru absolvoval hereckou průpravu pod vedením zkušených pedagogů.
Po maturitě na Střední průmyslové škole strojnické nastoupil v roce 1959 na umístěnku jako konstruktér do Škodových závodů v Plzni, tehdy Závody V.I.Lenina v Plzni (ZVIL).
V roce 1960 vyhrál konkurs Čs.rozhlasu v Plzni a stal se nejmladším hlasatelem Československého rozhlasu. Současně se začal věnovat popularizaci vědy a techniky a dálkově vystudoval Fakultu sociálních věd a publicistiky UK v Praze.
Současně hrál v Divadle Alfa Plzeň a v několika divadlech malých forem.
V srpnu 1968 se aktivně se podílel na protiokupačním vysílání. Plzeňský rozhlas převzal roli koordinátora celostátního vysílání poté, co byla obsazena budova rozhlasu v Praze na Vinohradské třídě. Hlas Karla Sedláčka se stal známým a je dodnes spojován s touto událostí.

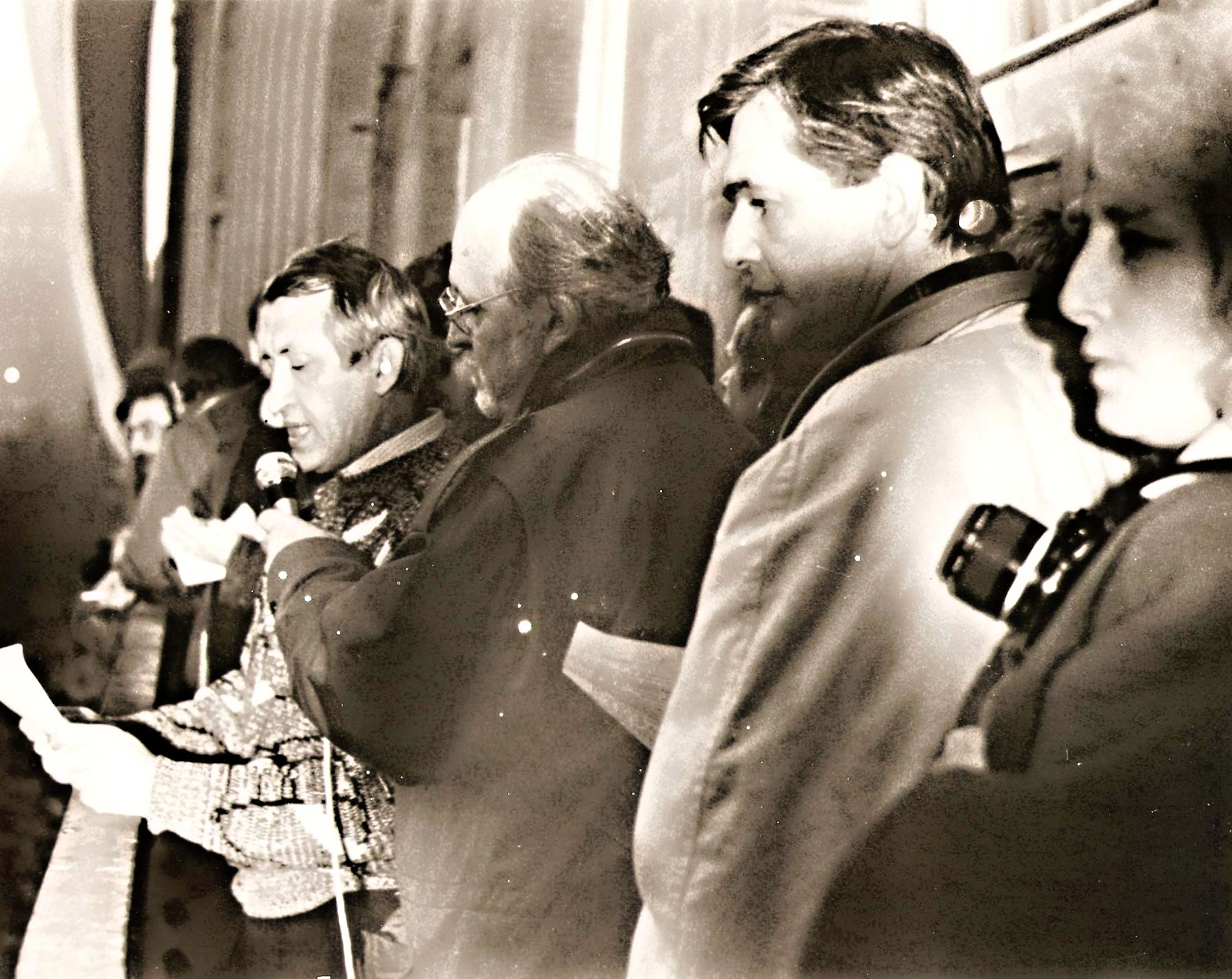

Sedláček nesouhlasil se začínajícím „normalizačním“ vysíláním, a proto z plzeňského rozhlasového studia odešel koncem roku 1968.
V další životní dráze byl tiskovým tajemníkem filmového festivalu Finále v Plzni, redaktorem večerníku Večerní Plzeň a v roce 1971 se stal nejprve redaktorem pro vědu a techniku a později zástupcem šéfredaktora deníku Svobodné slovo. Dne 21. listopadu 1989 promluvil jako první během demonstrace Občanského fóra na Václavském náměstí v Praze z balkonu paláce Hvězda, sídla nakladatelství Melantrich, jménem redakcí deníku Svobodné slovo, týdeníku Ahoj na sobotu, nakladatelství a vydavatelství Melantrich a Československé strany socialistické.
Po krátkém působení jako programový náměstek ředitele Československé televize (leden–únor 1990) se stal šéfredaktorem nakladatelství| Melantrich. Od roku 1991 byl redaktorem a hlasatelem Rádia Svobodná Evropa a to až do ukončení vysílání české redakce v roce 2002.
Externě spolupracoval s řadou českých a slovenských odborných časopisů – Technický týdeník, Technický magazín, MM Průmyslové spektrum, Automa, Elektro, Světlo, Security Magazín a rovněž s Českým rozhlasem.

## Publikační a literární činnost

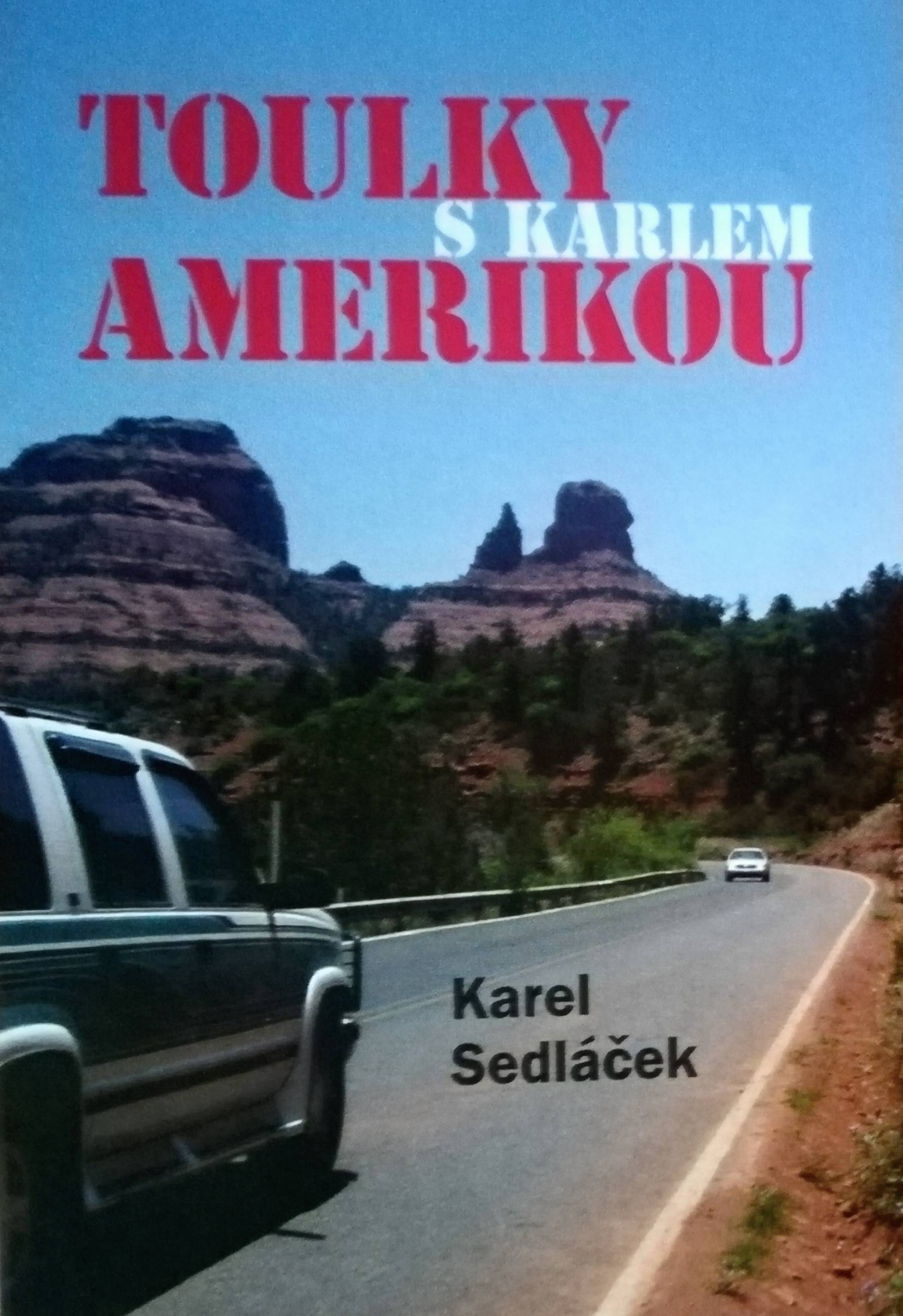

Vědeckotechnická témata popularizoval v knihách Laser v mnoha podobách (Praha, 1982), Pod šifrou 2001 (Praha 1984), Atom skrývá naději (Praha 1987). Spoluautorem knihy je ing.Jan Tůma.
Historii unikátní rozhlasové stanice očima pa|mětníků i archivních dokumentů shrnul v knize Volá Svobodná Evropa (Praha 1993). Vzpomínky na konec komunistického režimu ve Svobodném slově a vydavatelství Melantrich obsahuje publikace Balkón, fenomén listopadu 1989 (Praha 2010 – spoluautor Milan Nevole).
Rozhlasové vysílání v prvních dnech okupace Československa v srpnu 1968 přibližuje v publikaci Vzpomínky na Plzeň – Čas lámání chleba a charakterů (Praha 2011).
V roce 2018 vydal soubor cestopisných reportáží a fejetonů Toulky s Karlem Amerikou.

## Ocenění
Za svou dlouholetou redaktorskou činnost obdržel několik prestižních uznání. Například Cenu Československé akademie věd za popularizaci vědy z roku 1981 a v roce 1997 obsadil 1. místo v kategorii publicistiky soutěže ekonomických redaktorů O cenu guvernéra České národní banky.